# Jörg Jaksche
Jörg Armin Jaksche, född 23 juli 1976 i Fürth, Bayern, är en tysk före detta professionell tävlingscyklist. Jaksche cyklade som professionell åren 1997–2007 för en rad olika stall.
Jaksche deltog i Tour de France sex gånger och slutade som bäst på en 16:e plats 2005. 2003 kom han på 17:e plats och 1998 på 18:e plats.
2004, då Jaksche cyklade för det danska stallet Team CSC, vann han Tour Méditerranéen och Paris–Nice.
2006 blev Jaksche inblandad i dopningsskandalen Operación Puerto där han omnämndes under kodnamnet Bella. Han erkände senare att han dopat sig i en intervju med den tyska tidningen Der Spiegel.

## Stall
- Polti 1997–1998
- Telekom 1999–2000
- ONCE-Eroski 2001–2003
- Team CSC 2004
- Liberty Seguros-Würth 2005–2006
- Astana 2006
- Tinkoff Credit Systems 2007